# NGC 5226
NGC 5226 est une galaxie lenticulaire (elliptique ?) située dans la constellation de la Vierge. Sa vitesse par rapport au fond diffus cosmologique est de 7 606 ± 20 km/s, ce qui correspond à une distance de Hubble de 112,2 ± 7,9 Mpc (∼366 millions d'al). NGC 5226 a été découverte par l'astronome irlando-danois John Dreyer  en 1877.